# Reinier Claeszen
Reinier Claeszen (? - Kaap Sint-Vincent, 7 oktober 1606) was viceadmiraal onder Willem de Soete van Laecke Haulthain, die het bevel voerde over een vloot van de Nederlandse marine in het begin van de 17e eeuw. Met zijn vloot werd hij in 1606 voor de Cabo de São Vicente (Nederlands: Kaap Sint-Vincent) in Portugal aangevallen door de Spaanse vloot, waarna hij verkoos zijn eigen vloot op te blazen in plaats van zich over te geven.

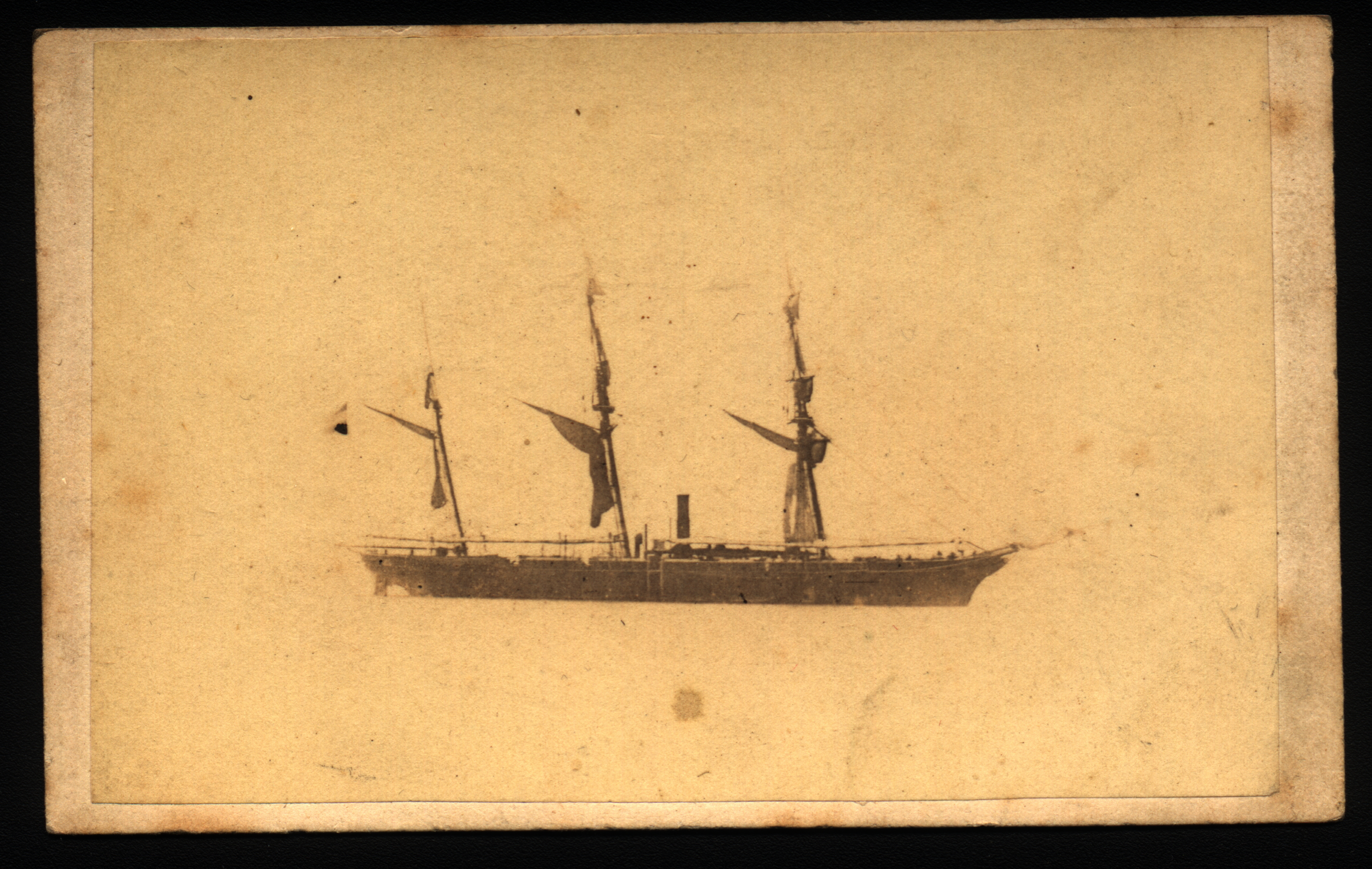
Oude foto van Zr. Ms. Schroefstoomschip Reinier Claeszen

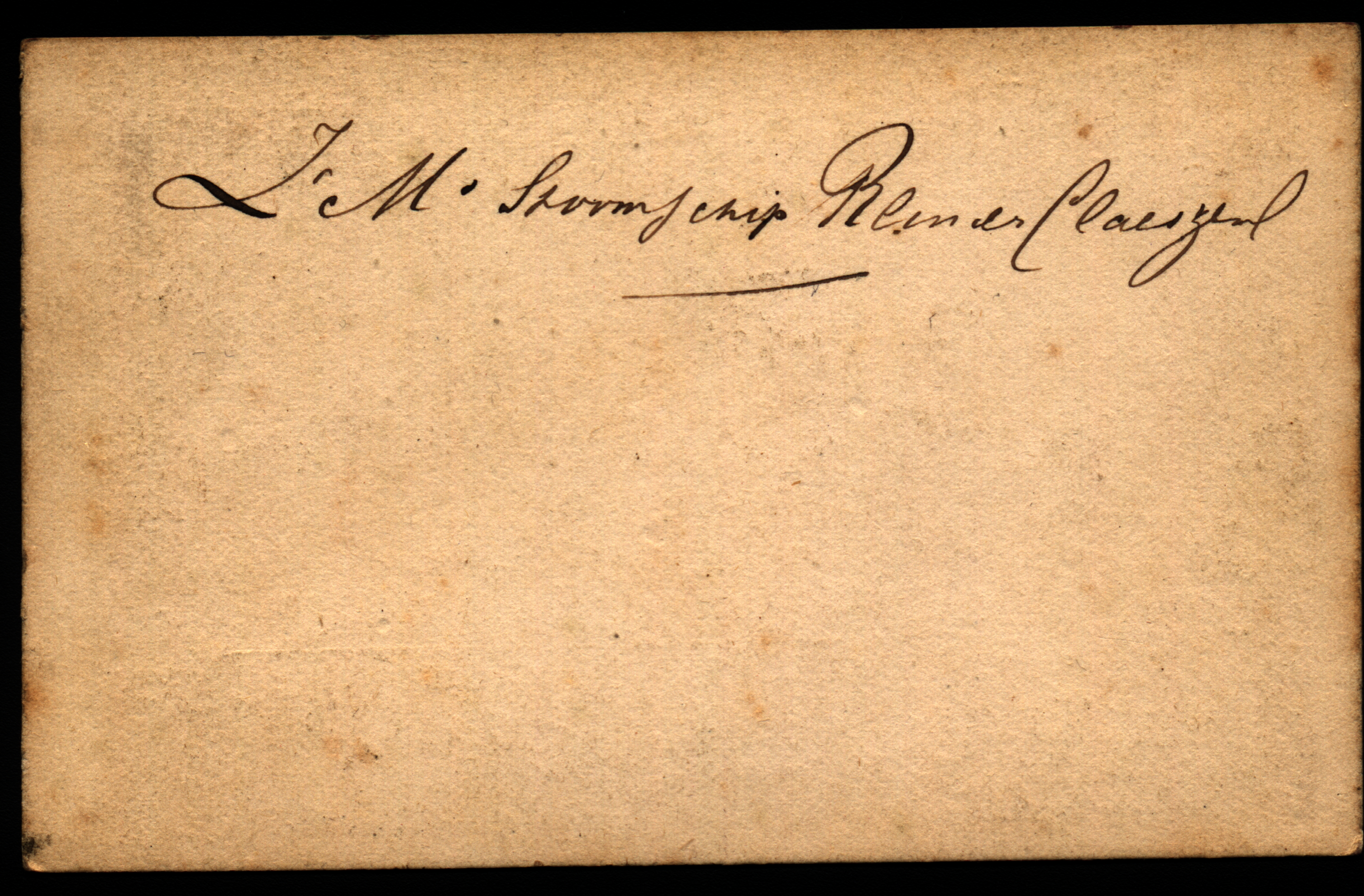
Achterkant oude foto van Zr. Ms. Schroefstoomschip Reinier Claeszen

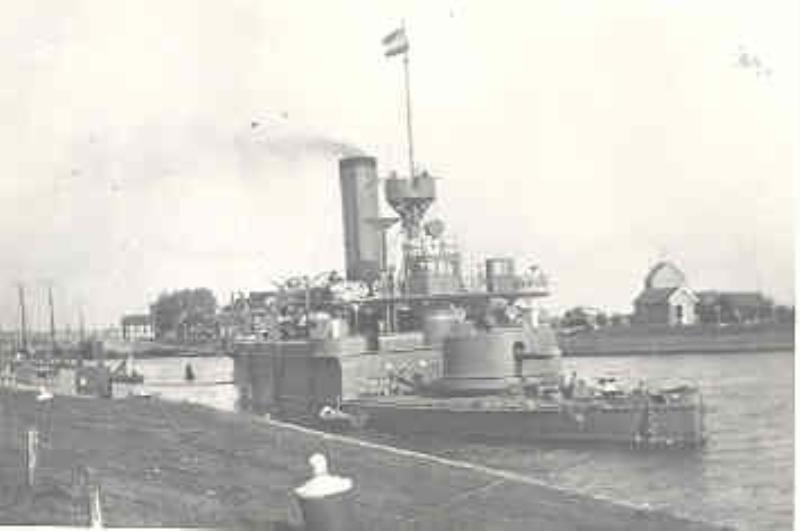
Hr. Ms. Reinier Claeszen in 1891

Er zijn in de Nederlandse marinegeschiedenis minstens twee schepen naar Reinier Claeszen vernoemd, te weten:
- Zr. Ms. Schroefstoomschip Reinier Claeszen, een driemaster met één schoorsteen
- Hr. Ms. Reinier Claeszen (1894 - 1913)

In de Amsterdamse wijk De Baarsjes zijn twee straatnamen Reinier Claeszenplein en Reinier Claeszenstraat  naar hem genoemd, net als in de IJmuidense Zeeheldenbuurt en in de Tilburgse zeeheldenbuurt.